# Adolf Czuba
Adolf Czuba (ur. ok. 1900, zm. 22/23 czerwca 1937 w Taurowie) – polski pracownik kolejowy, działacz społeczny II Rzeczypospolitej.

## Życiorys
Pełnił funkcję strażnika i dróżnika Wydziału Powiatowego. Udzielał się w działalności społecznej i gospodarczej. W Taurowie był komendantem Związku Strzeleckiego i instruktorem. Był członkiem Towarzystwa Szkoły Ludowej i Kółka Rolniczego. 30 maja 1926 został członkiem komisji związku Stronnictwa Chłopskiego w Taurowie (gmina Budyłów w powiecie brzeżańskim).
Został zamordowany skrytobójczo przez ukraińskich nacjonalistów nocy z 22/23 czerwca 1937 w Taurowie. Sprawcy wdarli się do jego domu i ostrzelali go. Około 1,5 roku wcześniej Ukraińcy dokonali podpalenia domu Adolfa Czuby. Po morderstwie na miejsce zbrodni przybył starosta brzeżański Karol Woyciechowski, który początkowo osobiście kierował śledztwem. 
Adolf Czuba został pochowany na cmentarzu wojskowym Brzeżanach, a jego pogrzeb był manifestacją polskiej społeczności w liczbie ok. 15 tys. uczestników.
Latem 1937 wystosowano apel o wsparcie odbudowy gospodarstwa Adolfa Czuby, który sam nie zdążył odnowić przed śmiercią po wcześniejszym pożarze.
Wyrokiem Sądu Okręgowego w Brzeżanach trzej sprawcy morderstwa zostali skazani odpowiednio na kary 12, 8 i 5 lat pozbawienia wolności.
Adolf Czuba był żonaty z Marią, miał pięcioro dzieci (najstarsze w 1937 zostało przyjęte do I klasy Gimnazjum w Brzeżanach). W 1944 jego żona oraz synowie Józef i Marian stali się także ofiarami ukraińskich nacjonalistów.